# Chomeinischahr (Verwaltungsbezirk)
Chomeinischahr (persisch شهرستان خمینی شهر) ist ein Schahrestan in der Provinz Isfahan im Iran. Er enthält die Stadt Chomeinischahr, welche die Hauptstadt des Verwaltungsbezirks ist.

## Demografie
Bei der Volkszählung 2016 betrug die Einwohnerzahl des Schahrestan 319.727. Die Alphabetisierung lag bei 89 Prozent der Bevölkerung. Knapp 99 Prozent der Bevölkerung lebten in urbanen Regionen.
| Zensusjahr | Einwohnerzahl |
| ---------- | ------------- |
| 2011       | 311.629       |
| 2016       | 319.727       |